# Holvandi
Holvandi is een plaats in de Estlandse gemeente Põlva vald, provincie Põlvamaa. De plaats heeft de status van dorp (Estisch: küla) en telt 38 inwoners (2021).
Holvandi heeft een halte aan de spoorlijn Tartu - Petsjory.

## Geschiedenis
Holvandi werd voor het eerst genoemd in 1627 onder de naam Holne Jann. Vermoedelijk was dat een boer die op die plaats zijn boerderij had. Het terrein hoorde bij het landgoed van Vana-Koiola. Het dorp Holvandi werd in 1977 samengevoegd met het buurdorp Kiisa, maar in 2017 werd Kiisa weer een apart dorp.